# الاتحاد الرياضي لبلدية سدراتة
الاتحاد الرياضي لبلدية سدراتة، نادي كرة قدم جزائري تأسس عام 1936.ببلدية سدراتة ولاية سوق اهراس يلعب الان القسم  الوطني الجزائري الثالث  